# Why (пісня)
«Why» — пісня південнокорейської співачки Тхейон з її другого однойменного мініальбому. Вона була випущена 28 червня 2016 року лейблом SM Entertainment як другий сингл із мініальбому. Текст пісні написав продюсер Чо Юнкьон, а аранжуванням займалися LDN Noise, Лорен Дайсон і Родне «Chikk» Белл. У плані композиції, на відміну від фірмового баладного стилю Тхейон, «Why» описується як гібрид EDM та R&B з елементами тропікал-хаусу. У тексті пісні йдеться про бажання втекти від стомлюючого життя.
Сингл отримав позитивні відгуки музичних критиків, які прихильно оцінили свіжий музичний стиль пісні та вокальне виконання Тхейон. У комерційному плані «Why» посіла сьоме місце в південнокорейському чарті Gaon Digital Chart і шосте в Billboard World Digital Songs. Станом на грудень 2016 року в Кореї було продано 689 209 цифрових копій пісні.
Було випущено два відеокліпи на пісню: перший, режисером якого був Ім Сонґван, вийшов одночасно із синглом. У відео, знятому в Каліфорнії, Тхейон відправляється в подорож для відновлення сил. Другий відеокліп — танцювальна версія, у якій співачка виконує хореографію до пісні, — був випущений 4 липня 2016 року. Для просування «Why» Тхейон перед випуском пісні провела захід під назвою «Countdown Night» в додатку V Live. Також вона виступила на різних музичних шоу, зокрема на Music Bank, Show! Music Core та Inkigayo. Окрім того, «Why» була включена в сет-лист корейського концерту Тхейон Butterfly Kiss.

## Передісторія та випуск
Тхейон офіційно дебютувала як сольна співачка в жовтні 2015 року з мініальбомом I, який посів друге місце в корейському хіт-параді Gaon Album Chart і розійшовся накладом понад 140 000 фізичних копій у країні. Після успіху I Тхейон випустила сингл для цифрової музичної платформи SM Station «Rain», який став хітом №1 у чарті Gaon Digital Chart. Коли популярність співачки зросла, 17 червня 2016 року SM Entertainment оголосив про вихід другого мініальбому Тхейон Why 28 червня. Альбом мав миттєвий успіх у Південній Кореї, перевищивши кількість попередніх замовлень у 102 598 копій і посівши вершину альбомного чарту.
На підтримку Why було випущено два сингли: перший, «Starlight» за участю співака Діна, вийшов 25 червня; другий, «Why», став доступним для цифрового завантаження через три дні після випуску головного синглу. Текст пісні «Why» написав Чо Юнкьон, а композицію створили LDN Noise, Лорен Дайсон і Родне «Chikk» Белл.

## Музика та текст
На відміну від фірмового баладного стилю Тхейон, «Why» описували як гібрид «модних» EDM та сучасного ритм-енд-блюзу. Честер Чін із малайзійського журналу The Star охарактеризував пісню як натхненну тропікал-хаусом із «закрученими» синтезаторами та електронними ритмами. Джефф Бенджамін у Fuse, написав, що «Why» містить «рідкісний гітарний брязкіт» та «запаморочливий» тропікал-хаус-біт, і порівняв музичний стиль пісні із синглом DJ Snake «Middle» (2015). У статті для «Білборд», Бенджамін і Джессіка Оук охарактеризували пісню як електропоп-трек. В епізоді Pops in Seoul, який транслювався на Arirang TV 12 липня 2016 року, сама Тхейон описала «Why» як тропікал-хаус-пісню, яка «змусить вас відчути себе бадьорими та захотіти танцювати», що, на її думку, є підходящою мелодією для літа. Текст пісні детально розповідає про бажання втекти від стомлюючого повсякденного життя, щоб відновити сили. Мун Вансік із Star News також зазначив нерішучість у мріях про «раптову втечу від повсякденного життя»:
|  | Якщо я піду зараз, Добре, Добре, Добре, так Все, що я зустріну, буде Чудовим, Чудовим, так З легшим серцем, Працюй, Працюй, дитинко Все вже перед моїми очима Але я вагаюся, Чому Оригінальний текст (кор.) 지금 떠난다면 Good, Good, Good, yeah 만나게 될 모든 건 Great, Great, yeah 가벼워진 맘이 Work, Work, baby 이미 이미 눈 앞에 아른아른대는데 망설여 Why |

## Сприйняття
«Why» отримала загалом схвальні відгуки музичних критиків. Честер Чін із The Star відзначив «зрушення на 180 градусів» у музичних стилях пісні як відхід від фірмового звучання Тхейон та описав трек як «неонову» пісню, що звучить як «прогресивна еволюція», а не «проста імітація» більш американізованого звучання. Він також похвалив інструментал пісні, який продемонстрував Тхейон як «неймовірно динамічну виконавицю». Джефф Бенджамін у Fuse похвалив «Why» як «прикрасу потужного вокалу Тхейон» з «точною гармонією та емоційним ударом», що вважалося незвичайним для типового EDM-релізу. Лі Соджін із Korea JoongAng Daily назвав сингл «освіжаючим», тоді як Ґо Джеван із «Чосон Ільбо» був у захваті від музичного стилю композиції, а також від «крутого» вокалу Тхейон, який змусив би пісню «здути жару цього літа».
У комерційному плані «Why» стала першим синглом Тхейон, якому не вдалося увійти до першої п’ятірки Gaon Digital Chart з моменту початку сольної кар’єри співачки. Композиція посідала сьоме місце в хіт-параді з 26 червня по 2 липня 2016 року. Наступного тижня вона опустилася до дев’ятого місця. За результатами цифрових продажів, стримінгу та завантажень інструментальних треків «Why» стала тринадцятою найпопулярнішею піснею липня 2016 року в цифровому чарті. Станом на грудень 2016 року було продано 689 209 цифрових копій пісні в Південній Кореї. У чарті Billboard World Digital Songs «Why» дебютувала на сьомому місці від 16 липня 2016 року; наступного тижня композиція піднялася на шосте місце. Сингл залишався в хіт-параді протягом шести тижнів, після чого випав у випуску від 27 серпня.

## Відеокліпи

Кадр з оригінального відеокліпу

Було знято два відеокліпи на пісню «Why». Прем'єра оригінального відео, знятого Ім Сонґваном, відбулася одночасно з релізом синглу. Його зміст відповідає ліричному змісту пісні, зображуючи Тхейон як головну героїню, яка бажає втекти від стомлюючого повсякденного життя, щоб відновити сили. Сама Тхейон вирішила, що місцем зйомок буде Каліфорнія; свій вибір співачка пояснила в Pops of Seoul: «Я хотіла вибрати місце, де раніше у мене були чудові спогади. Коли мова йде про вільне, прохолодне, сонячне та красиве місце, першим спадає на думку LA [sic], ось чому». Джефф Бенджамін із Fuse написав, що відео «демонструє нову сторону Тхейон», і водночас вихвалив «жорсткий» модний стиль співачки, зокрема, короткі топи Moschino та фланелеву сорочку з фразою «Королева пива» (англ. Queen of Beers). Повторюючи точку зору Бенджаміна, Сьюзен Мін із CJ E&M висловила: «Тхейон демонструє свою сторону, якої ми раніше ніколи не бачили [...] з приправами, які особливо впадають в око».
Танцювальна версія була випущена 4 липня 2016 року. Зняте на фоні яскравих кольорів і миготливих вогнів відео зосереджується на танцювальних навичках Тхейон, яка виконує хореографію, створену для пісні. Редактор новин BNT прокоментував, що виступ співачки «задовольнить потреби фанатів у всьому світі», тоді як австралійська мережа Special Broadcasting Service визнала хореографію «справді вражаючою», яка «безумовно вимагала чимало практики».

## Просування
Перед випуском пісні та мініальбому, 27 червня 2016 року Тхейон провела живий захід під назвою «Countdown Night» у додатку V Live, представивши пісні з альбому та поспілкувавшись зі своїми шанувальниками. Після виходу мініальбому співачка виконала головний трек «Why» на трьох музичних програмах: Music Bank 1 липня, Show! Music Core 2 липня та Inkigayo 3 липня. 10 липня сингл посів перше місце на Inkigayo за цифровими продажами, фізичними продажами (альбомів), кількістю переглядів на YouTube і за результатами голосування глядачів; проте Тхейон не відвідала шоу того дня через невідповідність розкладу. Для подальшого просування мініальбому співачка провела серію концертів під назвою Butterfly Kiss. Перший концерт відбувся в Сеулі в Олімпійському парку 9—10 липня, а другий в Пусані в KBS Hall 6—7 серпня. «Why» стала частиною сет-листа шоу.

## Відзнаки
| Програма       | Дата          | Прим.  |
| -------------- | ------------- | ------ |
| Inkigayo (SBS) | 10 липня 2016 | [ 32 ] |

## Учасники запису
Джерело: буклети мініальбому Why.
Студія
- SM Yellow Tail Studio — запис, зведення, цифрове редагування
- SM Blue Ocean Studio — запис
- MonoTree Studio — додаткове редагування вокалу
- Sterling Sound — мастеринг

Учасники
- SM Entertainment — виконавчий продюсер
- Лі Суман — продюсер
- Тхейон — вокал, бек-вокал
- LDN Noise — продюсер, композиція, аранжування
- Лорен Дайсон — композиція, аранжування, бек-вокал
- Родне «Chikk» Белл — композиція, аранжування
- Чо Юнкьон — текст
- Лі Джумьон — бек-вокал
- G-high — звукорежисура, робота з Pro Tools, додаткове редагування вокалу
- Ґу Джонпіль — запис, зведення, цифрове редагування
- Кім Чхольсун — запис
- Том Койн — мастеринг

## Чарти
| Чарт (2016)                         | Пікова позиція |
| ----------------------------------- | -------------- |
| Південна Корея (Gaon)               | 7              |
| США World Digital Songs (Billboard) | 6              |

| Чарт (2016)           | Пікова позиція |
| --------------------- | -------------- |
| Південна Корея (Gaon) | 100            |